# Drechterland
Drechterland  è una municipalità dei Paesi Bassi di 19 282 abitanti situata nella provincia dell'Olanda Settentrionale.
Dal gennaio 2006 nella sua municipalità è stato incluso il comune di Venhuizen.